# John Stanley
Pour les articles homonymes, voir John Stanley (homonymie) et Stanley.
Œuvres principales
30 Voluntaries pour orgue ou clavecin
Charles John Stanley (17 janvier 1712 – 19 mai 1786) est un compositeur, claveciniste et organiste britannique.

## Biographie
Stanley, qui est devenu aveugle très jeune, a étudié la musique avec Maurice Greene et donné un certain nombre de concerts d'orgue à Londres. Il était ami avec Georg Friedrich Haendel, et, après la mort de ce dernier, a rejoint tout d'abord John Christopher Smith puis, plus tard, Thomas Linley pour continuer la série d'oratorios que Haendel avait commencés. 
En 1779, Stanley a succédé à William Boyce comme Master of the Queen's Music.

## L’œuvre
Les œuvres de Stanley comportent l'opéra Teraminta, la cantate dramatique Le choix d'Hercule, douze autres cantates dont les textes ont été écrits par John Hawkins, les oratorios Jephtha, L'automne d'Égypte et Zimri, ainsi que de la musique instrumentale, notamment 30 Voluntaries pour orgue ou clavecin, publiés en trois volumes (1748, 1752 et 1754), et qui lui ont assuré la célébrité.
1. Opus 1, Eight Solos pour flûte et basse continue (1740)
2. Opus 2, Six Concertos pour cordes (ou orgue & cordes, ou flûte et b. c.) (1742/1745)
3. Opus 3, Six Cantatas (1742)
4. Opus 4, Six Solos pour flûte et basse continue (1745)
5. Opus 5, Ten Voluntaries pour orgue ou clavecin (1748)
6. Opus 6, Ten Voluntaries pour orgue ou clavecin (1752)
7. Opus 7, Ten Voluntaries pour orgue ou clavecin (1754)
8. Opus 8, Six Cantatas (1751)
9. Opus 9, Three Cantatas (1751)
10. Jephthah, oratorio (1757)
11. Opus 10, Six Concertos pour orgue ou clavecin seul (1775)
12. Zimiri, oratorio (1760)
13. Arcadia, oratorio pastoral (1762)
14. The Fall of Egypt, oratorio (1774).

## Partitions
- « John Stanley » (partitions libres de droits), sur l'IMSLP